# Elizabeth May
Elizabeth May (Cidade de Luxemburgo, 27 de julho de 1983) é uma triatleta profissional luxemburguesa.

## Carreira
Elizabeth May competidora do ITU World Triathlon Series, disputou os Jogos de Atenas 2004, ficando em 17º e Pequim 2008, ficando em 41º.